# او-۴۶ (کریگس‌مارینه)
او-۴۶ (به آلمانی: U-46) یک او-بوت کریگسمارینه از نوع ۷ب بود.